# Foszlóslevelű pálmaliliom
A foszlóslevelű pálmaliliom (Yucca filamentosa) az egyszikűek (Liliopsida) osztályának spárgavirágúak (Asparagales) rendjébe, ezen belül a spárgafélék (Asparagaceae) családjába tartozó faj.

## Előfordulása
A foszlóslevelű pálmaliliom előfordulási területe az Amerikai Egyesült Államokban van. Eme ország következő államaiban található meg természetes körülmények között: Alabama, Dél-Karolina, Észak-Karolina, Florida, Georgia, Louisiana, Maryland, Mississippi, Nyugat-Virginia, Tennessee és Virginia.
Kedvelt dísznövényként betelepítették az USA Kentucky és Massachusetts államaiba, valamint Franciaországba, Olaszországba és Törökország európai és ázsiai részeire is. Télálló faj, ezért a magyarországi kertekbe is ültethető.

## Megjelenése
Az átlagosan 75 centiméter hosszú és vékony levelei kékeszöld színűek. A levelek széléből fehér szálak nőnek ki; innen a magyar neve. A virágos szára 300 centiméter hosszú. A krém-fehér virágai kora nyáron nyílnak.

## Képek

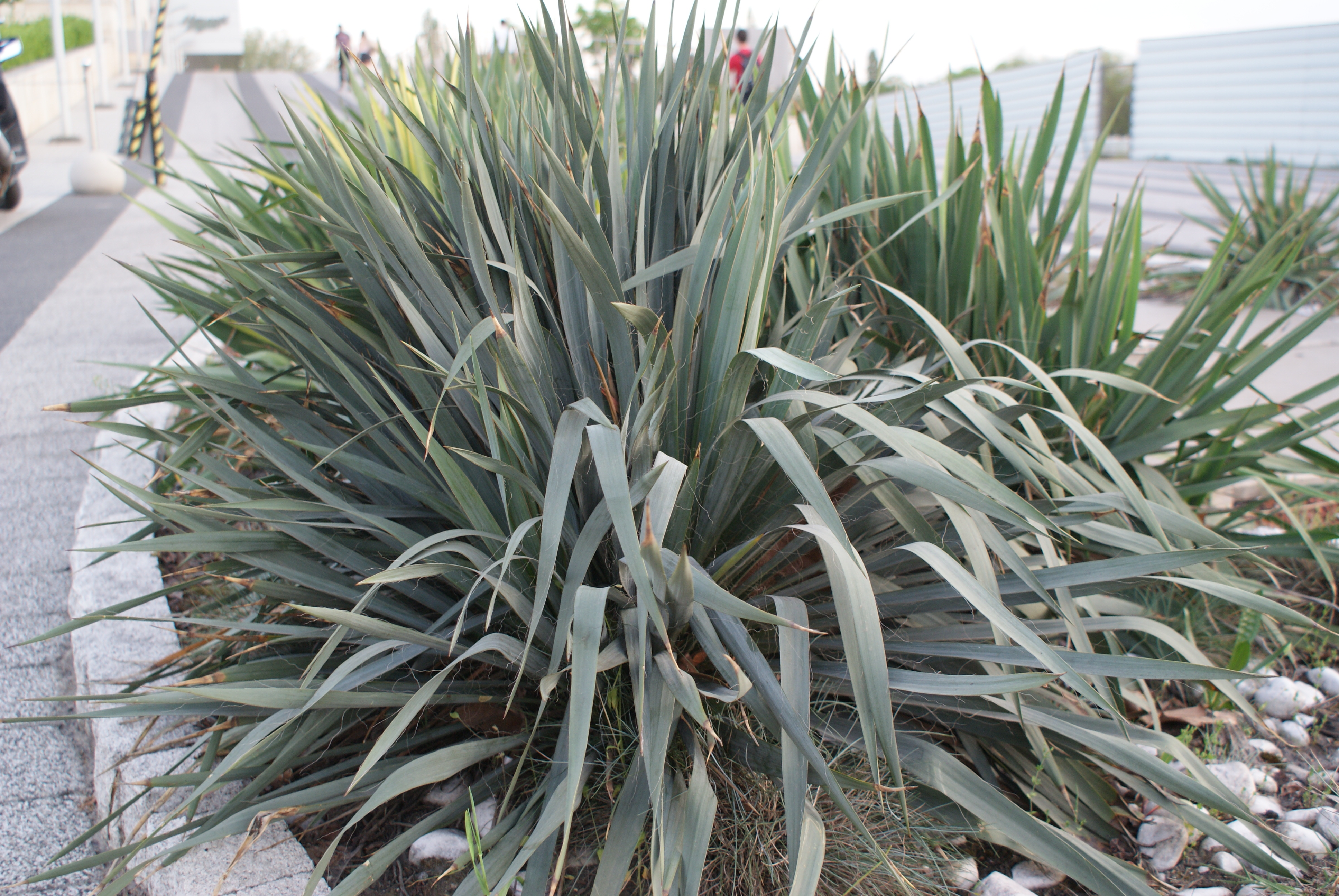
Fiatal és
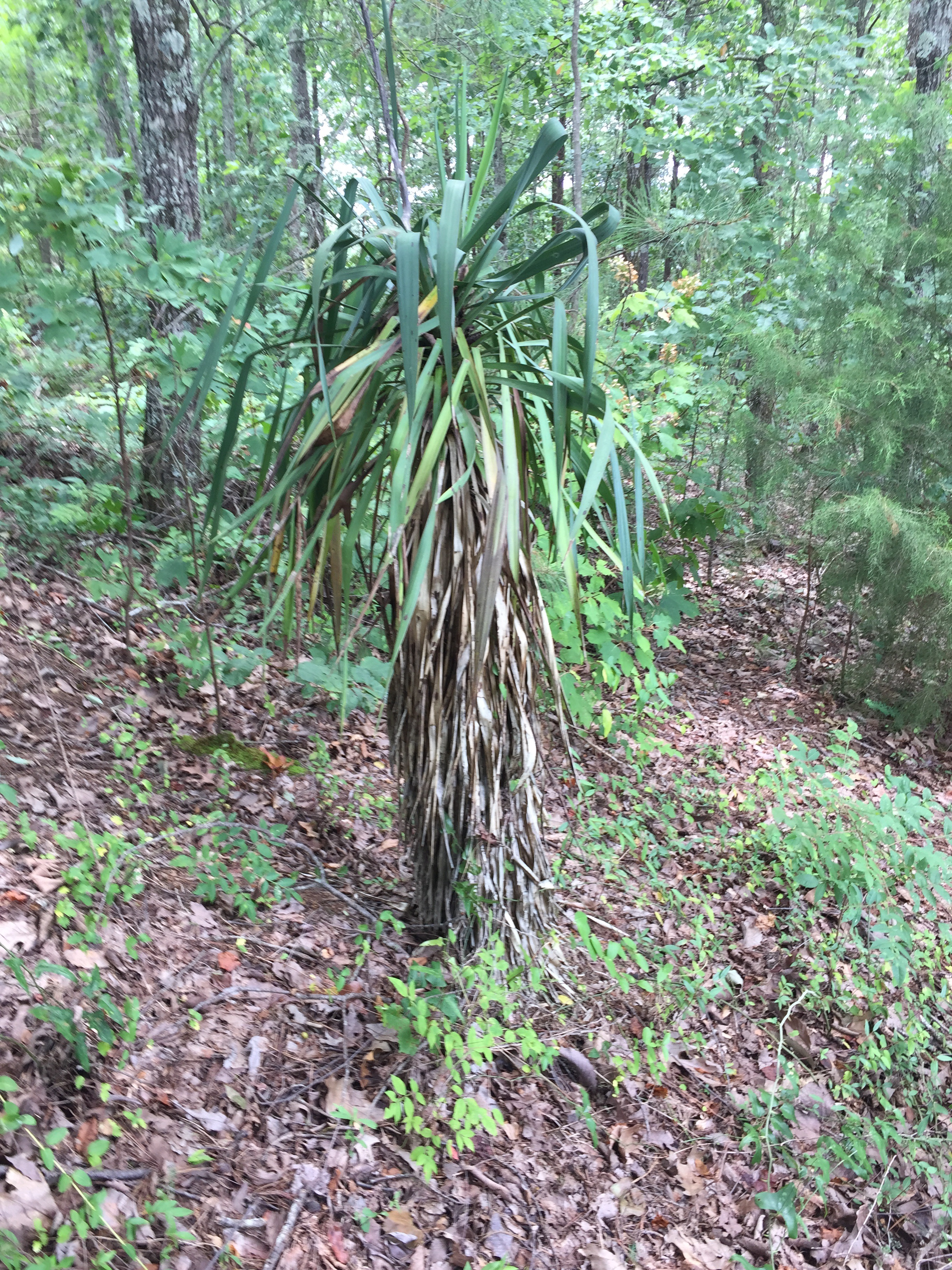
felnőtt példányok
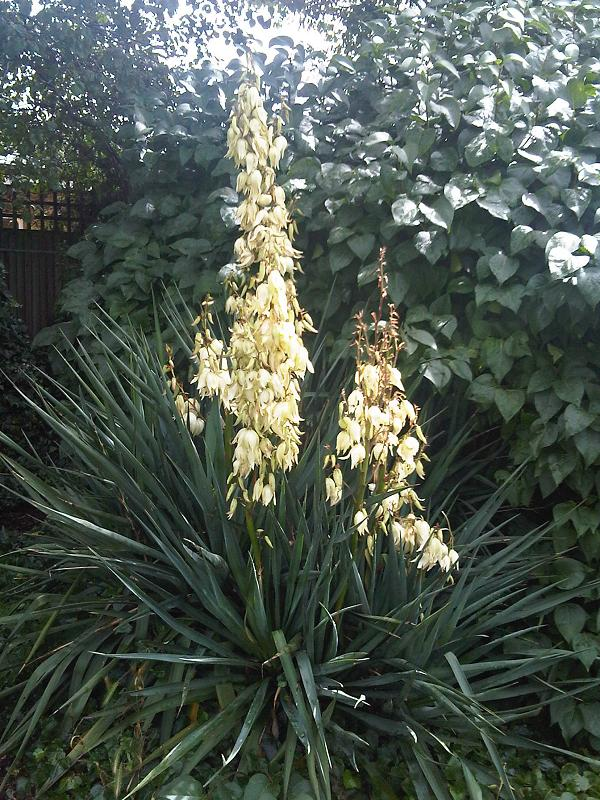
Virágzó példány
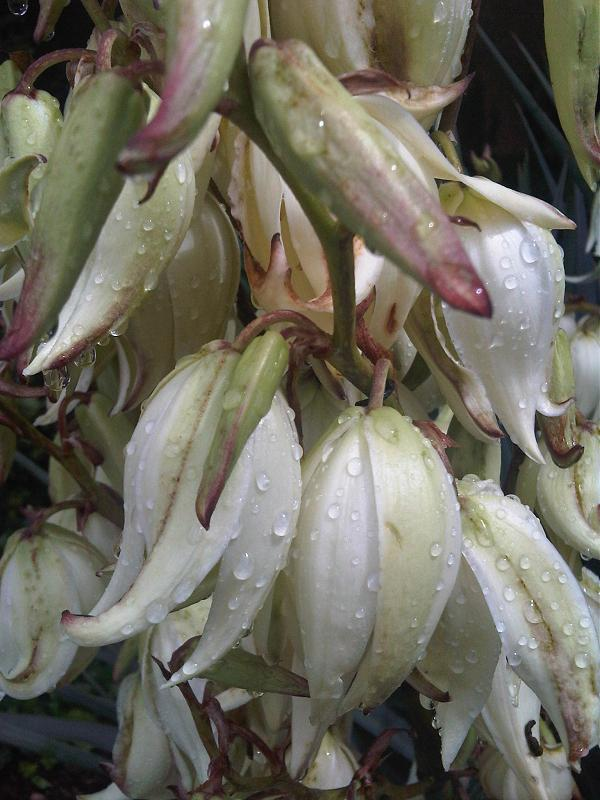
Virágai közelről
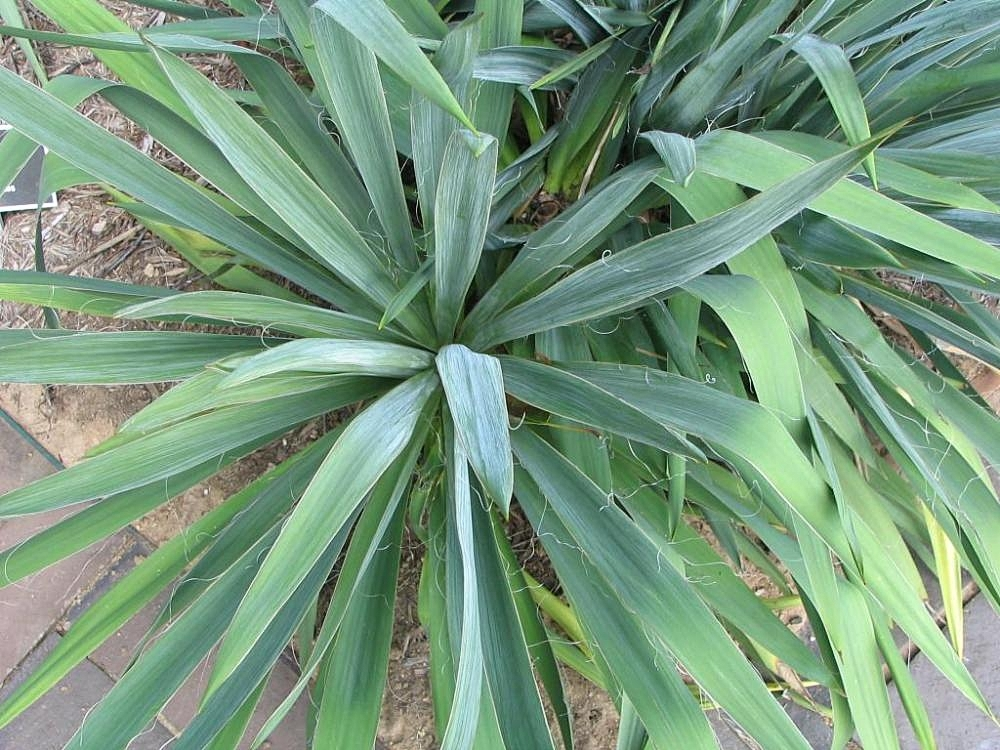
Levelei a fehér szálakkal